# Rewaz Mindoraszwili
Rewaz Mindoraszwili, gruz. რევაზ მინდორაშვილი (ur. 1 lipca 1976 w Gurdżaani), gruziński zapaśnik. Złoty medalista olimpijski z Pekinu, mistrz świata, mistrz Europy.
Walczy w stylu wolnym. Brał udział w igrzyskach w Atenach, gdzie zajął 13 miejsce, a w Pekinie stanął na najwyższym stopniu podium. W 2005 zdobył tytuł mistrza świata, w następnym roku zajął drugie miejsce, a w 2003 był trzeci. Jest złotym medalistą mistrzostw Europy z 2003 roku. Piąty w Pucharze Świata w 2007 roku.